# Atentados de Tahoua de 2021
Los atentados de Tahoua ocurrieron el 21 de marzo de 2021, cuando yihadistas armados atacaron las aldeas de Intazayane, Bakorat, Wirsnat y varias otras aldeas y campamentos en la región de Tahoua, Níger. Los ataques mataron a 137 personas e hirieron a varias más.

## Fondo
Níger ha tenido una insurgencia yihadista desde 2015, cuando grupos islamistas de Mali comenzaron a extender su influencia en el país. Desde entonces, la zona fronteriza entre Níger, Malí y Burkina Faso se ha convertido en un punto crítico para los extremistas.
Esa misma semana, militantes en motocicletas atacaron un convoy en la vecina región de Tillabéri, matando a 58 personas.

## Ataques
Los ataques tuvieron lugar alrededor de las 12:00 p. m. GMT. Los yihadistas armados atacaron indiscriminadamente a personas en las aldeas de Intazayane, Bakorat y Wirsnat, así como a varias otras aldeas y campamentos en toda la región de Tahoua. 137 civiles murieron, lo que lo convierte en el ataque yihadista más mortífero en la historia de Níger. Al menos 22 de los muertos eran niños de entre 5 y 17 años.

## Reacciones

### Doméstico
Mohamed Bazoum anunció tres días de luto nacional por las víctimas del ataque y también prometió que el gobierno reforzaría la seguridad en la región.

### Internacional
Los ataques fueron condenados por Estados Unidos, la Unión Africana, el Secretario General de la ONU, António Guterres, Turquía, India y Argelia.
También fueron condenados por el Comité Internacional de Rescate.